# Miga
Miga is een bestuurslaag in het regentschap Gunungsitoli van de provincie Noord-Sumatra, Indonesië. Miga telt 1309 inwoners (volkstelling 2010).